# Shebitku
Djedkare Shebitku (hay Shebitqo, Shabataka) là Pharaon thứ hai của Vương triều thứ 25 trong lịch sử Ai Cập cổ đại và là vua của Vương quốc Kush, cai trị trong khoảng năm 714 – 705 TCN.
Shebitku được cho là con trai của vua Piye, người sáng lập vương triều, hoặc là em của ông trong một số tài liệu. Arty, người vợ duy nhất được biết đến của Shebitku, là con gái của Piye.

## Thứ tự cai trị
Trước đây, Shebitku được đặt giữa Shabaka và Taharqa. Mặc dù sự nghi vấn về thứ tự cai trị giữa Shebitku và Shabaka đã từng được đề xuất bởi Jean-Frédéric Brunet (2005) và Joe Baker (2005) cũng đã nêu lý do cho sự hoán đổi này, mãi đến năm 2013, Michael Bányai mới cho biết sự tán thành của mình về điều này trên một tạp chí khoa học. Sau đó, Frédéric Payraudeau và Gerard Broekman đã mở rộng giả thuyết này một cách độc lập. Broekman chỉ ra rằng, tên của Shebitku được khắc phía trên tên của Shabaka trên một văn tự tại Karnak. Điều này có nghĩa là Shebitku phải trị vì trước Shabaka.
Baker và Payraudeau cũng cho biết, công chúa Shepenupet I (con của vua Osorkon III thuộc Vương triều thứ 23) vẫn còn sống dưới thời trị vì của Shebitku / Shabataqo dựa theo các phù điêu tại nhà nguyện Osiris-Héqadjet, cùng với phù điêu của công chúa Amenirdis I (chị em với Piye và là con nuôi của Shepenupet I). Sự trao quyền giữa Shepenupet I và Amenirdis I đã diễn ra trong triều đại của Shebitku. Chi tiết này cũng đủ để chứng minh rằng triều đại của Shabaka không thể đứng trước Shebitku.
Kiểu cách xây dựng lăng mộ của Shebitku (Ku.18) tương tự như của Piye (Ku.17), trong khi lăng của Shabaka (Ku. 15) lại giống với lăng mộ của Taharqa (Nu.1) và Tantamani (Ku.16). Đây cũng là một bằng chứng quan trọng cho thấy Shabaka cai trị sau khi Shebitku. Buồng chôn cất chính của Shabaka được trang trí một lần và trang bị đầy đủ các vật dụng tang lễ cho thấy đây là một sự cải thiện vì tất cả các vua đời sau đều noi theo đó mà xây dựng lăng tẩm cho mình.
Trên bức tượng Cairo CG42204 của Đại tư tế Amun Haremakhet, con của Shabaka, hoàng tử đã tự gọi mình là "Con trai của Shabaka" và là "Chỉ huy trong cung điện của Tanutamun / Tantamani. Giả định rằng Shebitku cai trị giữa Shabaka và Taharqa, thì tại sao tên của ông lại không xuất hiện trên tượng, ngay cả khi Haremakhet chỉ còn là một thiếu niên dưới thời Shebitku, vì những dòng chữ trên tượng biểu thị thứ tự cai trị của các vua mà Haremakhet đã từng phục vụ.

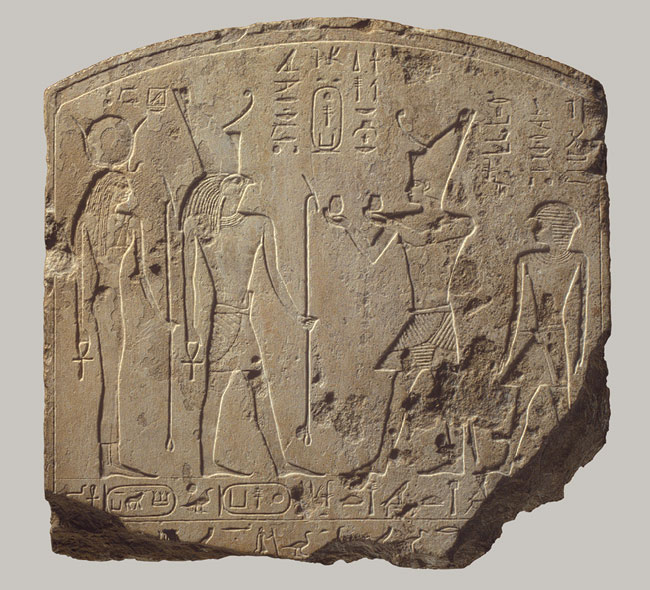
Tấm bia của vua Shebitku (Bảo tàng Mỹ thuật Metropolitan)

Payraudeau lưu ý rằng, các tượng shabti của Shabitku chỉ dài khoảng 10 cm và chỉ có một dòng chữ rất ngắn ghi rằng "Osiris, vua của Thượng và Hạ Ai Cập", tương tự như của Piye. Trong khi đó, tượng shabti của các vua Shabaka, Taharqa, Tantamani và Senkamanisken lại lớn hơn (khoảng 15–20 cm) và nhiều chữ khắc hơn.
Tất cả những bằng chứng trên đều cho thấy rằng Shebitku đã cai trị trước Shabaka.

## Tấm bia Turin 1467
Tấm bia Turin 1467 (hình) đã mô tả Shabaka và Shebitku đứng cùng nhau và đang tế thần. Dựa theo tấm bia này, William Murnane cho rằng đây là bằng chứng đồng cai trị giữa hai vị vua này. Tuy nhiên, Bảo tàng Turin sau đó đã thừa nhận rằng, đó là bằng chứng giả mạo. Robert Morkot và Stephen Quirke, người đã nghiên cứu tấm bia này, cũng xác nhận rằng nó không thể dùng để chứng minh sự đồng cai trị giữa Shabaka và Shebitku. Dan'el Kahn cũng phủ nhận giả thuyết đồng cai trị giữa hai vị vua này.
Tấm bia Turin 1467 thực chất là của Shebitku, người đang thực hiện nghi lễ tế thần, đứng sau ông là Tư tế của Horus Patjenef.